# Joh. Eggers Sohn
Das Unternehmen Joh. Eggers Sohn ist eine traditionsreiche Großhandlung für Wein und Spirituosen mit Sitz in Bremen. 

## Gründung
Das Unternehmen wurde 1773 von Johann Michael Loebelein gegründet und ab 1777 von Johann Eggers (1747–1819) fortgeführt, der nach dem frühen Tod Loebeleins 1775 dessen junge Witwe Anna Maria Loebelein geb. Ficke geheiratet hatte. Johann Eggers kam als Sohn des Landwirts Johann Hinrich Eggers in Barmbeck ohne Aussicht auf den vom Vater bewirtschafteten Betrieb 1767 nach Bremen und arbeitete einige Jahre in der 1692 gegründeten Weinhandlung Johann Nonnen & Co., der heutigen Weinhandlung Ludwig von Kapff. 1778 zog das Geschäft von der Wachtstraße in das Haus Schlachte 7 um. Dort wurde auch eine Weinschänke betrieben.
Bremen war schon im 17. Jahrhundert eine Hochburg des Weinhandels, in der französische Rotweine, vornehmlich aus Bordeaux, angeboten wurden. Der Wein kam auf dem Seeweg nach Bremen und wurde von hier aus ins Binnenland versandt. Um 1800 erreichte das von Johann Eggers importierte Volumen erstmals die 50.000-Liter-Marke. In der Bremer Franzosenzeit des Départements des Bouches du Weser hatte der Betrieb Schwierigkeiten zu überstehen. 
Nach dem Tod von Johann Eggers führten Familienmitglieder die Weinhandlung fort, von 1826 an unter der Firma Joh. Eggers Söhne. Ab 1840 war auch das Packhaus Martinistraße 34 im Besitz der Weinhandlung. Nach der Aufnahme von Teilhabern führte der Betrieb die Firma Joh. Eggers Sohn & Co.

## Vom Handel zum Großhandel
Ein Enkel des Unternehmensgründers war der gleichnamige Johann Eggers (1831–1881). Er spielte im öffentlichen Leben der Stadt eine bedeutende Rolle als Diakon am Bremer Dom, Mitglied der Direktion der Sparkasse Bremen, beim St.-Petri-Waisenhaus, als Mitglied der Bremischen Bürgerschaft und Vizepräses bzw. Präses der Handelskammer Bremen.
Nach 1866 unterhielt das Unternehmen auf Grund der Problematik im Deutschen Zollverein auch in Verden ein Weinlager, da Hamburg und Bremen bis 1888 als Freihäfen zunächst noch außerhalb des Zollgebietes blieben. Erst 1888 richtete as Unternehmen den Weinspeicher im Bremer Freihafen (Europahafen) ein und schloss deshalb das Lager in Verden, schon 1883 gab es die Weinschänke und den Kleinhandel auf. Der Spirituosenhandel unter anderem mit Rum und Weinbrand wurde ausgebaut. Die Standorte wechselten in den nächsten hundert Jahren häufiger: 1888 erfolgte der Verkauf der Häuser Schlachte 7; Kontor und Lager wurden im Gebäude Am Deich 38 betrieben.

## 20. Jahrhundert
Um 1900 erreichten die eingeführten weißen und besonders roten Chile-Weine über 50.000 Liter. Kalifornische Weine und Weine aus China, Australien und den USA kamen in das Sortiment. Eggers setzte durch Importe aus neuen Anbaugebieten auf die Vielfalt.
Durch den Ersten Weltkrieg geriet auch dieses Unternehmen in erhebliche Schwierigkeiten, da es von den internationalen Weinimporteuren abgeschnitten war. Ab 1924 verbesserte sich die Lage, das Unternehmen konnte auch die 1929 einsetzende Weltwirtschaftskrise überstehen und nahm in den 1930er Jahren eine positive Entwicklung. 1928 wurde der Standort Am Deich aufgegeben und das Gebäude an der Ecke Schlachte 39 / Langenstraße 75 wurde zum Sitz. Danach zog der Betrieb wieder in den Freihafen. 1935 erfolgte die Einstellung des privaten Versandgeschäfts. Auch der Vertrieb von deutschen Weinen wurde aufgegeben. Ein Stadtlager an der Leinestraße in der Neustadt wurde eingerichtet.
Der Zweite Weltkrieg brachte es mit sich, dass nur noch Weine aus den von Deutschland besetzten Gebieten importiert werden konnten. Die Betriebsanlagen wurden von 1942 bis 1944 durch Bomben zerstört und nur wenige Lagerbestände konnten gerettet werden. Ein Neuanfang erfolgte zunächst in den Büros an der Parkallee, dann im Haus Schwachhauser Heerstraße 33 und danach im Haus Ellhornstraße 33 sowie in einem Speicher im Europahafen.
1957/1958 wurden auf dem Grundstück Getreidestraße 16 Büros und Lager zusammengefasst. Selbst wenn das Ambiente an der Getreidestraße wenig Weinromantik ausstrahlte, waren die Weinproben bei Eggers beliebt. 1959 begann das Unternehmen mit der Eigenproduktion von Spirituosen, die aber bereits 1963 aus steuerlichen Gründen nach Berlin zur Regis-Spirituosen GmbH & Co. KG verlegt wurde. Der Markt erforderte es, dass Eggers nun verstärkt mit Qualitätsweinen und Marktspirituosen handelte.
Eggers arbeitete um 2000 mit 21 Handelsvertretern zusammen. Der Jahresumsatz lag dabei bei rund 15 Millionen Euro, und es wurden 60 Mitarbeiter beschäftigt.

## EggersSohnaktuell
2002 musste Joh. Eggers Sohn Insolvenz anmelden. Wenige Monate später, im Jahr 2003, erwarb Eggers & Franke die Namens- und Markenrechte und baute ein Weinhandelsunternehmen mit einem qualitätsbezogenen Sortiment auf.
Heute ist EggersSohn Teil der Eggers & Franke Gruppe, unter deren Dach sich die Bremer Weinhändler Eggers & Franke, Reidemeister & Ulrichs, Ludwig von Kapff, Ruyter & Ast und Eggers Sohn vereint haben. Das Unternehmen firmiert aktuell als Joh. Eggers Sohn GmbH im Speicher I (Konsul-Smidt-Straße) in der Überseestadt in Bremen. Es vertreibt über 300 Weine und Spirituosen an Gastronomie und Fachhandel und arbeitet deutschlandweit mit verschiedenen Handelsvertretern zusammen.